# Palpada vierecki
Palpada vierecki är en tvåvingeart som först beskrevs av Charles Howard Curran 1930.  Palpada vierecki ingår i släktet Palpada och familjen blomflugor. Inga underarter finns listade i Catalogue of Life.